# 上兰杰赫区
上兰杰赫区（俄语：Верхнеландеховский район）是俄罗斯联邦伊万诺沃州下辖的一个区，其行政中心为上兰杰赫。据2016年统计，该区的人口为4761人。